# Cordylomera comoensis
Cordylomera comoensis là một loài bọ cánh cứng trong họ Cerambycidae.